# Liste des députés bruxellois
- Liste des députés bruxellois (1989-1995)
- Liste des députés bruxellois (1995-1999)
- Liste des députés bruxellois (1999-2004)
- Liste des députés bruxellois (2004-2009)
- Liste des députés bruxellois (2009-2014)
- Liste des députés bruxellois (2014-2019)
- Liste des députés bruxellois (2019-2024)
- Liste des députés bruxellois (2024-2029)